# Кесельман, Леонид Евсеевич
Кесельман Леонид Евсеевич (19 февраля 1944 — 29 июля 2013) — советский и российский социолог. Автор методики «уличного опроса» («делегированного наблюдения»), а также работ по социологии труда, политики, театра, наркотизма.

## Биография
Родился 19 февраля 1944 в Казахстане, неподалеку от станции Талды-Курган в бараке эвакуированных.
В 1949 году семья переехала в Трускавец, где в 1961 он окончил школу. Дважды пытался поступать в Ленинградский институт инженеров водного транспорта, но оба раза неудачно. В 1963, чтобы не оказаться в армии, поступил в Ленинградский институт инженеров железнодорожного транспорта, достоинством которого считал наличие военной кафедры.
Обучение там пришлось Леониду Кесельману не по вкусу, уже тогда он предпочитал посещать университетские лекции И.С. Кона и М. С. Кагана. В эти годы Леонид Кесельман много читал и занимался самообразованием. Перевестись в ЛГУ из ЛИВТ было невозможно, для поступления летом 1964 пришлось отчислиться из университета. Выбрав в качестве темы сочинения «Что такое в жизни счастье?», Кесельман написал сочинение в стихах, за что получил оценку «кол».
В ноябре 1964 года он был призван в армию. Интересно, что именно в армии Леонид Кесельман провел свой первый анкетный опрос «Чему научила тебя армия?». Через три года в 1967 году демобилизовался и устроился в заготовительный цех машиностроительного завода имени К. Маркса в Ленинграде на должность рубщика металла.

## Научная деятельность
Леонид Кесельман поступил на экономический факультет ЛГУ. Во время учёбы включился в работу Института конкретных социальных исследований АН СССР при В. А. Ядове, работал первое время интервьюером. Позже Леонид Кесельман перешел к обработке данных, затем к вопросам методологии социологических исследований.
Однако перед началом перестройки Л. Кесельман был со скандалом уволен из ИСЭП АН СССР за «проведение несанкционированного социологического исследования». Истинной причиной увольнения стало жесткое выступление на одном из институтских семинаров с критикой «имитационной» научной деятельности института. В течение двух последующих недель получил три выговора и был уволен из института. Но при поддержке академиков А. Г. Аганбегяна и Т. И. Заславской через три месяца он был возвращён в ИСЭП.
Широкую известность Л. Кесельману принес предвыборный опрос в Ленинграде в марте 1989 года, когда 28-летний Юрий Болдырев противостоял первому секретарю Ленинградского горкома КПСС А. Герасимову. Тогда вместе с М. Мацкевич, В. Гельманом и другими коллегами за пару дней опросил на улицах Ленинграда 2500 человек, получив поразительные для того времени данные о предстоящем поражении Герасимова. За неделю до выборов мало кто верил в этот прогноз, но когда результаты голосования оказались близки к предсказанным, сомнений в надёжности методики «уличного опроса» уже не было.

## Влияние на социологию
По мнению коллег, Л. Е. Кесельман внес существенный вклад в развитие российской социологии  Архивная копия от 12 марта 2016 на Wayback Machine, своим примером демонстрировал высокие стандарты академической этики, критикуя современную социологию за «ориентированность на клиентов». В последние годы Кесельман занимался теоретическим и методологическим обобщением многолетней полевой работы.